# Pauschalvertrag
Der Pauschalvertrag (auch Pauschalpreisvertrag) stellt eine bestimmte Art dar, wie beim Bauvertrag die Vergütung für die Bauleistung bemessen wird.
Ein öffentlicher Auftraggeber vergibt Bauleistungen in der Regel zu Einheitspreisen. In geeigneten Fällen kann er Bauleistungen auch mit einem Pauschalvertrag vergeben (§ 4 Abs. 1 Nr. 2 VOB/A).
Ein Pauschalpreis kann auch vereinbart werden, ohne dass die VOB/B als Ganzes oder teilweise einbezogen wird.

## Einheitspreisvertrag
Während beim Einheitspreisvertrag, der üblichen Variante des Leistungsvertrages, Preise für bestimmte Leistungen nach Maß, Gewicht oder Stückzahl (etwa: „0,74 Euro je Quadratmeter Wandfläche“ bei Malerarbeiten) vereinbart werden, sieht der Pauschalvertrag einen Pauschalpreis (etwa: „12.427,30 Euro für alle Innenräume“) für die gleiche Leistung vor. Hierdurch trägt der Bauunternehmer das Kalkulationsrisiko bei Pauschalverträgen.

## Pauschalvertrag
Als Grundlage zur Erstellung eines Pauschalvertrages dient oft ein Leistungsverzeichnis, welches die zu erbringenden Leistungen genau beschreibt. Wenn die Leistungen nicht sinnvoll beschrieben werden können oder sich der Auftraggeber eine Änderung in der Ausführungsweise vorbehält, ist der Pauschalvertrag eine ungeeignete Vertragsform.

### Vereinbarung
Im einzelnen Bauvertrag gilt bei öffentlichen Auftraggebern stets, bei privaten Auftraggebern dann, wenn sie vereinbart wurde, die VOB/B, die in § 2 Abs. 7 Regelungen für den Pauschalvertrag enthält. Dort ist im Grundsatz geregelt, dass auch dann, wenn sich der Umfang der Leistung gegenüber der Leistungsbeschreibung geändert hat (beispielsweise weil die ausgeführten Massen von den in der Planung geschätzten Massen abweichen), die Vergütung unverändert bleibt. Dies gilt aber dann nicht, wenn die ausgeführte Leistung von der vertraglich vorgesehenen Leistung so erheblich abweicht, dass ein Festhalten an der Pauschalsumme nicht zumutbar ist. Eine feststehende Abgrenzung gibt es hierbei nicht, die Erheblichkeitsschwelle wird von der Rechtsprechung im Einzelfall bestimmt. Als Anhaltspunkt kann dabei gelten, dass eine erhebliche Abweichung etwa ab einer Größenordnung von 20 % angenommen wird. Anders ist es jedoch dann, wenn sich die ausgeführte Leistung gegenüber der Regelung im Bauvertrag geändert hat, weil durch Änderung des Bauentwurfs oder andere Anordnungen des Auftraggebers sich der Aufwand für die Ausführung geändert hat (Beispiel: der Aushub soll nicht, wie ursprünglich vorgesehen, auf der Baustelle zwischengelagert werden, sondern abgefahren werden) oder nachträglich zusätzliche Leistungen gefordert werden. Dann gelten nach § 2 Abs. 7 Nr. 2 VOB/B auch schon für geringfügigere Abweichungen der Bauleistung die Regelungen in § 2 Abs. 4, 5 und 6 VOB/B.
Besondere Schwierigkeiten ergeben sich für die Bemessung der Vergütung, wenn die Bauleistung nicht vollständig ausgeführt wird, sondern der Vertrag vorzeitig durch Kündigung einer Vertragspartei beendet wird. Dann muss der Teil der Vergütung ermittelt werden, der auf den ausgeführten Teil entfällt. Der Bundesgerichtshof hat dazu entschieden: Nach den vom Senat entwickelten Grundsätzen zur Abrechnung eines gekündigten Pauschalpreisvertrages hat der Auftragnehmer die erbrachten Leistungen darzulegen und von dem nicht ausgeführten Teil abzugrenzen. Die Höhe der Vergütung für die erbrachten Leistungen ist nach dem Verhältnis des Wertes der erbrachten Teilleistung zu dem Wert der nach dem Pauschalpreisvertrag geschuldeten Gesamtleistung zu errechnen. Der Auftragnehmer muß deshalb das Verhältnis der bewirkten Leistung zur vereinbarten Gesamtleistung und des Preisansatzes für die Teilleistungen zum Pauschalpreis darlegen. Soweit zur Bewertung der erbrachten Leistungen Anhaltspunkte aus der Zeit vor Vertragsschluß nicht vorhanden oder nicht ergiebig sind, muß der Auftragnehmer im Nachhinein im Einzelnen darlegen, wie die erbrachten Leistungen unter Beibehaltung des Preisniveaus zu bewerten sind.

### Arten
Zwei Arten von Pauschalverträgen sind zu unterscheiden, der Detailpauschalvertrag und der Globalpauschalvertrag.

#### Detailpauschalvertrag
Beim Detailpauschalvertrag werden die zu erbringenden Leistungen erschöpfend beschrieben und dafür eine Pauschale vereinbart.

#### Globalpauschalvertrag
Beim Globalpauschalvertrag werden die zu erbringenden Leistungen ergebnisorientiert (funktionale Ausschreibung) beschrieben und dafür eine Pauschale vereinbart. Bei Pauschalpreisverträgen trägt der Unternehmer das Massenrisiko, so weit zumutbar (siehe § 2 Abs. 7 Nr. 1 Satz 2 VOB/B, § 313 BGB).